# Телеграфска станица у Нишу
Телеграфска станица у Нишу   или нишка телеграфхана  прва те врсте у овом граду, почела је са радом 1857. године у време владавине Османског царства. Само три године након што је пуштена у саобраћај прва телеграфска веза у Кнежевини Србији 1854. године између Београда и Алексинца, ова станица, као њен продужетак повезала  је Софију  и Цариград  са Београдом, и осталим делом Европе.

## Историја
Идеја да се оснује прва телеграфска станица у Нишу потекла је у време администратора   Зејнел-паша који је стајао на челу Нишког ејалета, у првој година његове службе у Нишу. Ова пашина одлука  била је врло значајна за историју овог града, јер се у склопу великог пројекта повезивања османске и српске телеграфске мреже, Ниш  нашао на линији која је преко Софије повезивала Цариград са Алексинцем и Београдом на северу.
На овом подухвату са османске стране радило се од лета 1857. године, да би у првој половини октобра и Ниш био повезан на овој линији. Наиме 16. октобра 1857. године успостављена је привремена телеграфска веза са Алексинцем, након чега су уследили дипломатски преговори Порте и Београда о даљем уређењу телеграфског саобраћаја на овој релацији. Тако је Ниш захваљујући савременим комуникацијским токовима, а на линији Једрене–Алексинац укључен у  међународни телеграфски саобраћај.
Током 1866. године Пиротски грнчари постали су познати по производњи око 5.000 чашица за телеграфске стубове као изолатори, а који су се налазили на путу који је водио за Једрене. Ове чашице су биле квалитетније и јефтиније од оних које су правили мајстори у самом Једрену.
Оснивање телеграфске станице у Ниш  становништво Нишког санџака поднело је са 120.000 приложених куруша.
Међутим, како је међународна кореспонденција захтевала стручан кадар који је умео да телеграфску станицу стручно преусмерава и води, а у Османском цaрству тог кадра тренутно није било, прву генерацију османских телеграфиста чинили су везисти из Француске, због француског језика и своје стручности. Тако је у нишкој телеграфхани радио извесни „мсје” Шанилен.
После даноноћних борби у предвечерје 10. јануара 1878. године турска војска је због великих губитака у људству затражила примирје, што је Команда Српске војске, коју је у борбама за ослобођење предводио ђенералштабни пуковник Милојко Лешјанин, одбила. У зору 11. јануара ослободиоци су тријумфално ушли у Ниш, након чега су командант Ниша Халил-паша и његов заменик Рашид-паша потписали капитулацију. Након ослобођења у нишкој тврђави 11. јануара 1878. године...
...заплењена је турска телеграфска станица одакле је телеграфиста Василије Паскаљевић, Јерменин по народности, уз помоћ једног турског чауша успоставио телеграфску везу између Ниша и Алексинца, тако да је кнез Милан Обреновић истога дана обавештен да је Ниш коначно ослобођен.
За време ратова за ослобађање југа Србије ниједан телеграм није стигао у Ниш без претходне провере у Алексинцу као потпуно слободном граду.